# Austrosteenisia
Austrosteenisia é um género botânico pertencente à família Fabaceae.
O género foi descrito por Robert Geesink e publicado em Leiden Botanical Series 8. 1984.
Trata-se de um género reconhecido pelo sistema de classificação filogenética Angiosperm Phylogeny Website.

## Espécies
O género tem 4 espécies descritas das quais 3 são aceites:
- Austrosteenisia blackii (F.Muell.) R.Geesink
- Austrosteenisia glabristyla Jessup
- Austrosteenisia stipularis (C.T.White)